# 金甌角國家公園

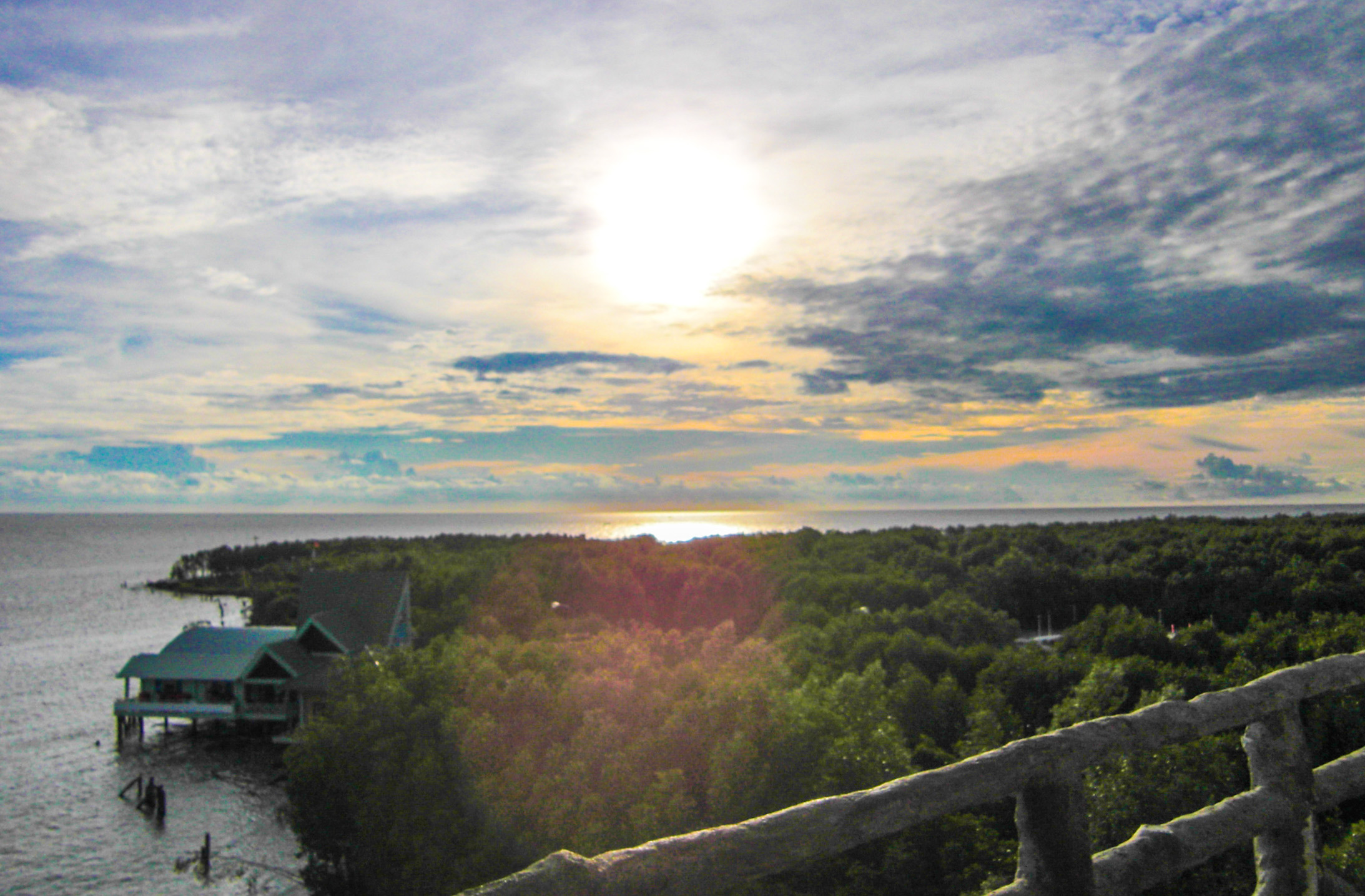

8°40′30″N 104°47′30″E / 8.67500°N 104.79167°E
金甌角國家公園是越南的國家公園，位於該國南部金甌省，處於玉顯縣，成立於2003年，面積419平方公里，有93種鳥類、9種兩棲類、43種爬蟲類、233種魚類、26種哺乳類等野生動物棲息。